# Voll Vergeistert
Voll Vergeistert (Originaltitel: The Haunted Hathaways) ist eine US-amerikanische Jugend-Sitcom. Die Serie wurde von Robert Peacock entwickelt. Die erste Folge wurde am 13. Juli 2013 auf dem US-amerikanischen Fernsehsender Nickelodeon nach einer neuen Folge von Sam & Cat ausgestrahlt. Die deutschsprachige Erstausstrahlung fand am 30. November bei Nickelodeon statt.

## Handlung
Familie Hathaway, bestehend aus der geschiedenen Mutter Michelle und deren zwei Töchtern Taylor und Frankie, zieht nach New Orleans. In ihrem neuen Haus machen sie allerdings die ungewöhnliche Entdeckung, dass dort die Geisterfamilie Preston, die aus dem Vater Ray und seinen zwei Söhnen Miles und Louie besteht, spukt. Da keine der Familien vorhat, das Haus zu verlassen, müssen sich die zwei Familien zusammenraufen, um sich nicht gegenseitig auf die Nerven zu gehen. Dies ist jedoch leichter gesagt als getan.

## Figuren

### Hauptfiguren
- Taylor Hathaway ist die älteste Tochter von Michelle und ein Teenager. Sie hat in ihrem Freundeskreis mit vielen Problemen zu kämpfen, welche häufig durch Geister verursacht werden. Sie ist in Scott verliebt.
- Miles Preston ist der älteste Sohn von Ray und (in Menschenjahren) im selben Alter wie Taylor. Miles ist sozusagen das Vorzeigekind, da er immer nach den Regeln geht und stets einen kühlen Kopf behält.
- Louie Preston ist der jüngste Sohn von Ray und ein sehr von sich überzeugter, kleiner Geist. Er behauptet ständig, er wäre der größte Geist aller Zeiten, aber ironischerweise sind seine Kräfte am wenigsten entwickelt. Man merkt aber, dass er als Geist immer besser wird.
- Frankie Hathaway ist die jüngste Tochter von Michelle und ein quirliges, leicht bösartiges, kleines Mädchen. Frankie liebt es anderen Streiche zu spielen und verbringt deswegen viel Zeit mit den Prestons. Einmal gelingt es ihr, in die Geisterwelt zu reisen.
- Michelle Hathaway ist das Familienoberhaupt der Hathaways. Sie unterstützt ihre Töchter und freut sich für sie, wenn sie Erfolge feiern.
- Ray Preston ist das Familienoberhaupt der Prestons. Er nimmt Situationen immer sehr gelassen auf und lehrt seine Söhne, ihre Geisterkräfte zu perfektionieren. Er spielt immer an seinem Saxophon.

### Nebenfiguren
- Emma ist Taylors Freundin und Mitglied in einem Gymnastikteam. Sie ist oft sehr ungeschickt und albern. Sie geht in dieselbe Schule wie Taylor.
- Scott Tomlinson ist ein Mitglied der Footballmannschaft und ein Freund von Taylor. Er hat mal eine Katze aus einem Lüftungsschacht gerettet.
- Penelope Pritchart geht in die gleiche Schule wie Frankie. Sie ist sehr reich und besitzt viele Puppensammlungen. Sie kann Frankie nicht leiden.

## Produktion
Im August 2012 gab der Sender Nickelodeon die Produktion einer Pilotfolge bekannt. Am 26. Februar 2012 bestellte der Sender eine erste Staffel mit 20 Folgen, die im August 2013 auf insgesamt 26 Episoden erhöht wurde. Gedreht wird die Serie in den Paramount Studios in Los Angeles. Die Serienpremiere am 13. Juli 2013 erreichte über 3 Millionen Zuschauern und ist nach Sam & Cat eine der erfolgreichsten Premieren des Jahres 2013 auf Nickelodeon.
Am 21. Oktober 2013 wurde bekanntgegeben, dass Nickelodeon eine zweite Staffel der Serie bestellt hat, die 21 Folgen umfasst. Die zweite Staffel wurde seit dem 28. Juni 2014 in den USA ausgestrahlt. Innerhalb der zweiten Staffel wurde mit Haunted Thundermans ein Crossover mit der Serie Die Thundermans produziert.

## Besetzung und Synchronisation
Die deutsche Synchronisation wird von der Hamburger Synchron GmbH mit Dialogregie durch Marion von Stengel erstellt.
| Rolle             | Schauspieler         | Synchronsprecher   |
| Hauptrollen       | Hauptrollen          | Hauptrollen        |
| ----------------- | -------------------- | ------------------ |
| Taylor Hathaway   | Amber Montana        | Linda Fölster      |
| Miles Preston     | Curtis Harris        | Flemming Stein     |
| Louie Preston     | Benjamin Flores, Jr. | Daniel Kirchberger |
| Frankie Hathaway  | Breanna Yde          | Emily Seubert      |
| Michelle Hathaway | Ginifer King         | Nadja Schönfeldt   |
| Ray Preston       | Chico Benymon        | Volker Hanisch     |
| Nebenrollen       |                      |                    |
| Lilly             | Kayla Maisonet       | Sonja Stein        |
| Madame Lebeuf     | Kim Yarbrough        | Katja Brügger      |
| Scott Tomlinson   | JT Neal              | Jannik Endemann    |
| Meadow            | Juliette Angelo      | Simona Pahl        |
| Emma              | Brec Bassinger       | Selina Böttcher    |
| Clay Bannister    | Artie O’Daly         |                    |
| Blair             | Ciara Bravo          |                    |
| Linda             | Tyra Colar           | Lo Rivera          |
| Sophie            | Diamond White        | Franciska Friede   |
| Spock ear Kid     | Luke Vanek           | Aaron Lüß          |

## Episodenliste

### Staffel 1
| Nr. (ges.) | Nr. (St.) | Deutscher Titel       | Originaltitel         | Erstausstrahlung USA | Deutschsprachige Erstausstrahlung (D) | Prod. Code |
| ---------- | --------- | --------------------- | --------------------- | -------------------- | ------------------------------------- | ---------- |
| 1          | 1         | Pilot                 | Pilot                 | 13. Juli 2013        | 30. Nov. 2013                         | 101        |
| 2          | 2         | Voll erschrocken      | Haunted Sleepover     | 20. Juli 2013        | 7. Dez. 2013                          | 102        |
| 3          | 3         | Voll die Wissenschaft | Haunted Science Fair  | 27. Juli 2013        | 14. Dez. 2013                         | 103        |
| 4          | 4         | Voll vertauscht       | Haunted Kids          | 3. Aug. 2013         | 28. Dez. 2013                         | 105        |
| 5          | 5         | Voll die Sportlerin   | Haunted Volleyball    | 10. Aug. 2013        | 21. Dez. 2013                         | 104        |
| 6          | 6         | Voll vertanzt         | Haunted Babysitter    | 14. Sep. 2013        | 18. Jan. 2014                         | 108        |
| 7          | 7         | Voll verkauft         | Haunted Doll          | 21. Sep. 2013        | 4. Jan. 2014                          | 106        |
| 8          | 8         | Voll allergisch       | Haunted Dog           | 28. Sep. 2013        | 11. Jan. 2014                         | 107        |
| 9          | 9         | Voll das Theater      | Haunted Play          | 5. Okt. 2013         | 5. Apr. 2014                          | 111        |
| 10         | 10        | Voll vergurkt         | Haunted Interview     | 12. Okt. 2013        | 13. Apr. 2014                         | 112        |
| 11         | 11        | Voll der Horror       | Haunted Halloween     | 19. Okt. 2013        | 3. Mai 2014                           | 116        |
| 12         | 12        | Voll verliebt?        | Haunted Principal     | 2. Nov. 2013         | 19. Apr. 2014                         | 114        |
| 13         | 13        | Voll wertvoll         | Haunted Cookie Jar    | 9. Nov. 2013         | 26. Apr. 2014                         | 115        |
| 14         | 14        | Voll das Abenteuer    | Haunted Camping       | 16. Nov. 2013        | 14. Mai 2014                          | 117        |
| 15         | 15        | Voll die Rivalen      | Haunted Boat          | 23. Nov. 2013        | 31. Mai 2014                          | 120        |
| 16         | 16        | Voll geklaut          | Haunted Bakery        | 30. Nov. 2013        | 11. Jan. 2014                         | 109        |
| 17         | 17        | Voll böse             | Haunted Brothers      | 4. Jan. 2014         | 17. Mai 2014                          | 118        |
| 18         | 18        | Voll sportlich        | Haunted Prank         | 11. Jan. 2014        | 30. Aug. 2014                         | 113        |
| 19         | 19        | Voll verrückt         | Haunted Crushing      | 8. Feb. 2014         | 7. März 2014                          | 110        |
| 20         | 20        | Voll keine Party      | Haunted Visitor       | 15. Feb. 2014        | 25. Mai 2014                          | 119        |
| 21         | 21        | Voll der Geheimagent  | Haunted Secret Agent  | 22. März 2014        | 6. Sep. 2014                          | 121        |
| 22         | 22        | Volles Haus           | Haunted Bowling Alley | 12. Apr. 2014        | 13. Sep. 2014                         | 122        |
| 23         | 23        | Voll vor Gericht      | Haunted Boo Crew      | 26. Apr. 2014        | 20. Sep. 2014                         | 123        |
| 24         | 24        | Voll der Barbar       | Haunted Viking        | 17. Mai 2014         | 27. Sep. 2014                         | 124        |
| 25         | 25        | Voll verdient         | Haunted Duel          | 17. Mai 2014         | 5. Okt. 2014                          | 125        |
| 26         | 26        | Voll Voodoo           | Haunted Voodoo        | 31. Mai 2014         | 18. Okt. 2014                         | 126        |

### Staffel 2
| Nr. (ges.) | Nr. (St.) | Deutscher Titel            | Originaltitel        | Erstausstrahlung USA | Deutschsprachige Erstausstrahlung (D) | Prod. Code |
| ---------- | --------- | -------------------------- | -------------------- | -------------------- | ------------------------------------- | ---------- |
| 27         | 1         | Voll peinlich              | Haunted Newbie       | 28. Juni 2014        | 6. Dez. 2014                          | 202        |
| 28         | 2         | Voll sturmfrei             | Haunted Revenge      | 28. Juni 2014        | 11. Okt. 2014                         | 201        |
| 29         | 3         | Voll verhaftet             | Mostly Ghostly Girl  | 16. Aug. 2014        | 29. Nov. 2014                         | 203        |
| 30         | 4         | Voll der Mädchenschwarm    | Haunted Heartthrob   | 6. Sep. 2014         | 13. Dez. 2014                         | 204        |
| 31         | 5         | Voll gute Freunde          | Haunted Besties      | 13. Sep. 2014        | 20. Dez. 2014                         | 205        |
| 32         | 6         | Voll die Psychospiele      | Haunted Mind Games   | 20. Sep. 2014        | 27. Dez. 2014                         | 206        |
| 33         | 7         | Voll kaputt                | Haunted Telescope    | 27. Sep. 2014        | 1. Feb. 2015                          | 207        |
| 34         | 8         | Voll der Rapper            | Haunted Rapper       | 4. Okt. 2014         | 8. Feb. 2015                          | 208        |
| 35         | 9         | Voll die Thundermans       | Haunted Thundermans  | 11. Okt. 2014        | 4. Juli 2015                          | 209        |
| 36         | 10        | Voll das Geheimnis         | Haunted Secret       | 1. Nov. 2014         | 22. Feb. 2015                         | 210        |
| 37         | 11        | Voll der Krimi             | Haunted Whodunnit    | 8. Nov. 2014         | 12. Apr. 2015                         | 214        |
| 38         | 12        | Voll der Meister-Regisseur | Haunted Mascot       | 15. Nov. 2014        | 1. März 2015                          | 213        |
| 39         | 13        | Voll die Benimmschule      | Haunted Charm School | 22. Nov. 2014        | 15. Feb. 2015                         | 215        |
| 40         | 14        | Voll die Verlockung        | Haunted Temptation   | 23. Feb. 2015        | 23. Sep. 2015                         | 218        |
| 41         | 15        | Voll das Date              | Haunted Date         | 24. Feb. 2015        | 21. Sep. 2015                         | 216        |
| 42         | 16        | Voll die Doppelgängerin    | Haunted Toy Store    | 25. Feb. 2015        | 22. Sep. 2015                         | 217        |
| 43         | 17        | Voll der Tutor             | Haunted Mentor       | 26. Feb. 2015        | 25. Sep. 2015                         | 220        |
| 44         | 18        | Voll die Geistertour       | Haunted Ghost Tour   | 2. März 2015         | 24. Sep. 2015                         | 216        |
| 45         | 19        | Voll die Überraschung      | Haunted Surprise     | 3. März 2015         | 28. Sep. 2015                         | 217        |
| 46         | 20        | Voll versumpft             | Haunted Swamp        | 4. März 2015         | 29. Sep. 2015                         | 220        |
| 47         | 21        | Voll die Familie           | Haunted Family       | 5. März 2015         | 30. Sep. 2015                         | 219        |